# Festival international du film Nouveaux Horizons
Pour les articles homonymes, voir Nouveaux Horizons.
Le Festival international du film Nouveaux Horizons (en polonais : Międzynarodowy Festiwal Filmowy T-Mobile Nowe Horyzonty) est un festival de cinéma se déroulant à Wrocław, en Pologne. Il est organisé depuis 2001 et se déroule fin juillet.
L'édition 2016 est organisée dans le cadre de Wrocław capitale européenne de la culture 2016 (pl).

## Compétition internationale
Voici les lauréats du meilleur film étranger :
| Année | Titre                                                                                                   | Réalisateur                | Pays d'origine                |
| ----- | --- | -------------------------- | ----------------------------- |
| 2002  | Paradox Lake                                                                                            | Przemysław Reut            | États-Unis/ Pologne           |
| 2003  | Dolls                                                                                                   | Takeshi Kitano             | Japon                         |
| 2004  | Brodeuses                                                                                               | Éléonore Faucher           | France                        |
| 2005  | Tarnation                                                                                               | Jonathan Caouette          | États-Unis                    |
| 2006  | The Sacred Family (La sagrada familia)                                                                  | Sebastián Campos           | Chili                         |
| 2007  | Potosi, le temps du voyage                                                                              | Ron Havilio                | France / Israël               |
| 2008  | Rain of the Children                                                                                    | Vincent Ward               | Nouvelle-Zélande              |
| 2009  | Oxygène (Кислород)                                                                                      | Ivan Vyrypaïev             | Russie                        |
| 2010  | Mundane History                                                                                         | Anocha Suwichakornpong     | Thaïlande                     |
| 2011  | Attenberg                                                                                               | Athina Rachel Tsangari     | Grèce                         |
| 2012  | De jueves a domingo                                                                                     | Dominga Sotomayor Castillo | Chili / Pays-Bas              |
| 2013  | Les Femmes célestes de la prairie mari (Celestial Wives of the Meadow Mari/ Небесные жёны луговых мари) | Alekseï Fedortchenko       | Russie                        |
| 2014  | White Shadow (en)                                                                                       | Noaz Deshe                 | Italie / Allemagne / Tanzanie |
| 2015  | Lucifer                                                                                                 | Gust Van den Berghe (nl)   | Belgique                      |
| 2016  | In the Last Days of the City                                                                            | Tamer El Said              | Égypte                        |
| 2017  | Western                                                                                                 | Valeska Grisebach          | Allemagne/ Bulgarie           |
| 2018  | Holiday                                                                                                 | Isabella Eklöf             | Danemark                      |
| 2019  | Bait | Mark Jenkin                | Royaume-Uni                   |
| 2021  | Théo et les métamorphoses                                                                               | Damien Odoul               | France                        |
| 2022  | À vendredi, Robinson                                                                                    | Mitra Farahani             | France                        |
| 2023  | The Delinquents (Los delincuentes)                                                                      | Rodrigo Moreno             | Argentine                     |